# Márcio Fernandes (atleta paraolímpico)
Márcio Fernandes é um atleta paralímpico cabo-verdiano nascido em Portugal.[carece de fontes?].

## Provas
- Participou nos Jogos Pan-Africanos de 2011 - Recordista Africano de Dardo(53,87m) e Peso(11,63).
- Apurado para os Jogos Paralimpicos de Londres 2012.
- Medalha de Ouro no Dardo no 6th Meeting de Tunis 2012
  - Record Africano, medalha de prata nos 100m
  - Medalha de prata nos 200m
  - vice campeao do mundo IPC lancamento do dardo Lyon 2013